# Thielle-Wavre
Pour les articles homonymes, voir Wavre (homonymie).
Thielle-Wavre est une localité de la commune de Laténa, dans le canton de Neuchâtel.

## Géographie
Thielle-Wavre est située dans la région Littoral, au nord-est du territoire cantonal. Les communes voisines de Thielle-Wavre étaient les communes neuchâteloises de Marin-Epagnier, Saint-Blaise et Cornaux, ainsi que la commune bernoise de Gampelen.

## Démographie
La commune de Thielle-Wavre comptait 308 habitants en 1900, 277 habitants en 1950 et 580 habitants en 2000.

## Histoire
Le territoire de la commune de Thielle-Wavre a été peuplé dès le Néolithique, les traces d'un village de cette période ayant été retrouvés à Thielle-Mottaz. Des sites du Néolithique et de l'âge du bronze ont également été retrouvés à Pont-de-Thielle. Wavre abritait, lui, un mausolée romain et une villa romaine.
Sous l'Ancien Régime, la châtellenie de Thielle rendait la justice tant pénale que civile et le château abritait une prison. Les restes de pas moins de quatre ponts sur la Thielle antérieurs au dix-neuvième siècle sont par ailleurs attestés à Thielle-Wavre, qui était également un lieu de péage important sous l'Ancien Régime. Le village de Wavre, qui a d'abord été, à partir de 1179, un alleu de l'Abbaye de Fontaine-André, a obtenu le statut de communauté en 1335 et dépendait de la châtellenie de Thielle,.
En 1766, les Frères moraves ouvrent un pensionnat pour jeunes filles au domaine de Montmirail, créé par Abram Tribolet en 1618 et détenu par la famille bernoise des Wattenwyl dès 1722. Le pensionnat deviendra plus tard une école de langue et, finalement, une communauté protestante.
La commune de Thielle-Wavre a été créée en 1888 à la suite de la fusion des communes de Thielle et de Wavre. Quelques années plus tard, en 1894, Thielle-Wavre cède Pont-de-Thielle au canton de Berne afin de faire correspondre la frontière cantonale avec le nouveau tracé de la Thielle, modifié par la correction des eaux du Jura.
Thielle-Wavre a fusionné le 1er janvier 2009 avec Marin-Epagnier pour former la commune de La Tène. Les habitants de Thielle-Wavre ont approuvé cette fusion par référendum le 24.02.2008 par 90,6 % de oui.
Le 26 novembre 2023, les habitants de La Tène acceptent, à 72,6%, de fusionner avec les communes d'Enges, Hauterive et Saint-Blaise afin de créer la nouvelle commune de Laténa. La fusion sera effective au 1er janvier 2025.

## Politique
La commune de Thielle-Wavre a été administrée, de 1888 à 1968, par un conseil communal (exécutif) et une commission scolaire élus directement par la population. Une assemblée communale, rassemblant l'ensemble des citoyens de la commune, jouait alors le rôle de législatif. À partir de 1968, un conseil général (législatif) de quinze membres a été formé. Les conseillers généraux étaient élus directement par la population au système majoritaire et ils élisaient à leur tour les membres du conseil communal et de la commission scolaire.

## Langues
Si, en 1970, la commune de Thielle-Wavre était germanophone, elle a ensuite changé de « région linguistique ». En 2000, la majorité de la population parlait en effet le français, la langue allemande étant devenue minoritaire.